# Yannick Gerhardt
Yannick Gerhardt (Würselen, 13 marzo 1994) è un calciatore tedesco, centrocampista del Wolfsburg.
È fratello maggiore di Anna, anch'essa calciatrice professionista che gioca nello stesso ruolo.

## Carriera

### Club
Debutta tra i professionisti con la maglia del Colonia il 20 luglio 2013 nella partita di 2. Fußball-Bundesliga sul campo della Dinamo Dresda.
Dopo 3 anni al Colonia, il 1º luglio 2016 passò al Wolfsburg per 13 milioni di euro.

### Nazionale
Dopo aver rappresentato la Germania a vari livelli giovanili, fece il proprio esordio con la maglia della Nazionale maggiore all'età di 22 anni il 15 novembre 2016 in un'amichevole contro l'Italia giocata a San Siro, terminata 0-0.

## Statistiche

### Presenze e reti nei club
Statistiche aggiornate al 19 maggio 2023.
| Stagione         | Squadra          | Campionato       | Campionato | Campionato | Coppe nazionali | Coppe nazionali | Coppe nazionali | Coppe continentali | Coppe continentali | Coppe continentali | Altre coppe | Altre coppe | Altre coppe | Totale | Totale |
| Stagione         | Squadra          | Comp             | Pres       | Reti       | Comp            | Pres            | Reti            | Comp               | Pres               | Reti               | Comp        | Pres        | Reti        | Pres   | Reti   |
| ---------------- | ---------------- | ---------------- | ---------- | ---------- | --------------- | --------------- | --------------- | ------------------ | ------------------ | ------------------ | ----------- | ----------- | ----------- | ------ | ------ |
| 2013-2014        | Colonia          | 2BL              | 29         | 3          | CG              | 2               | 0               |                    | -                  | -                  |             | -           | -           | 31     | 3      |
| 2014-2015        | Colonia          | BL               | 16         | 1          | CG              | 1               | 0               |                    | -                  | -                  |             | -           | -           | 17     | 1      |
| 2015-2016        | Colonia          | BL               | 29         | 2          | CG              | 1               | 0               |                    | -                  | -                  |             | -           | -           | 30     | 2      |
| Totale Colonia   | Totale Colonia   | Totale Colonia   | 74         | 6          |                 | 4               | 0               |                    | -                  | -                  |             | -           | -           | 78     | 6      |
| 2016-2017        | Wolfsburg        | BL               | 27+2       | 0          | CG              | 3               | 0               |                    | -                  | -                  |             | -           | -           | 32     | 3      |
| 2017-2018        | Wolfsburg        | BL               | 17         | 1          | CG              | 4               | 0               |                    | -                  | -                  |             | -           | -           | 21     | 1      |
| 2018-2019        | Wolfsburg        | BL               | 30         | 2          | CG              | 3               | 0               |                    | -                  | -                  |             | -           | -           | 33     | 2      |
| 2019-2020        | Wolfsburg        | BL               | 18         | 2          | CG              | 2               | 1               | UEL                | 5                  | 1                  |             | -           | -           | 25     | 4      |
| 2020-2021        | Wolfsburg        | BL               | 29         | 2          | CG              | 4               | 2               | UEL                | 2                  | 0                  |             | -           | -           | 35     | 4      |
| 2021-2022        | Wolfsburg        | BL               | 27         | 1          | CG              | 1               | 0               | UEL                | 5                  | 0                  |             | -           | -           | 33     | 1      |
| 2022-2023        | Wolfsburg        | BL               | 27         | 6          | CG              | 2               | 0               | -                  | -                  | -                  |             | -           | -           | 29     | 6      |
| Totale Wolfsburg | Totale Wolfsburg | Totale Wolfsburg | 175+2      | 14         |                 | 19              | 3               |                    | 12                 | 1                  |             |             |             | 208    | 18     |
| Totale carriera  | Totale carriera  | Totale carriera  | 249+2      | 20         |                 | 23              | 3               |                    | 12                 | 1                  |             |             |             | 286    | 24     |

### Cronologia presenze e reti in nazionale
| Cronologia completa delle presenze e delle reti in nazionale ― Germania | Cronologia completa delle presenze e delle reti in nazionale ― Germania | Cronologia completa delle presenze e delle reti in nazionale ― Germania | Cronologia completa delle presenze e delle reti in nazionale ― Germania | Cronologia completa delle presenze e delle reti in nazionale ― Germania | Cronologia completa delle presenze e delle reti in nazionale ― Germania | Cronologia completa delle presenze e delle reti in nazionale ― Germania | Cronologia completa delle presenze e delle reti in nazionale ― Germania |
| Data                                                                    | Città                                                                   | In casa                                                                 | Risultato                                                               | Ospiti                                                                  | Competizione                                                            | Reti                                                                    | Note                                                                    |
| ----------------------------------------------------------------------- | ----------------------------------------------------------------------- | ----------------------------------------------------------------------- | ----------------------------------------------------------------------- | ----------------------------------------------------------------------- | ----------------------------------------------------------------------- | ----------------------------------------------------------------------- | ----------------------------------------------------------------------- |
| 15-11-2016                                                              | Milano                                                                  | Italia                                                                  | 0 – 0                                                                   | Germania                                                                | Amichevole                                                              | -                                                                       |                                                                         |
| Totale                                                                  |                                                                         | Presenze                                                                | 1                                                                       |                                                                         | Reti                                                                    | 0                                                                       |                                                                         |

## Palmarès

### Club

#### Competizioni nazionali
- 2. Fußball-Bundesliga: 1

Colonia: 2013-2014

### Nazionale
- Campionato d'Europa Under-21: 1

Polonia 2017

### Individuale
- Medaglia d'Argento Fritz-Walter (Under-19): 1

2013
- Selezione UEFA dell'Europeo Under-21: 1

Polonia 2017